# Tererê Não Resolve
Tererê Não Resolve é um filme de comédia carnavalesca brasileiro de 1938 produzido pela Cinédia e distribuído pelo D.F.B. - Distribuidora de Filmes Brasileiros. É uma adaptação da peça No Carnaval é Assim de Bandeira Duarte, sendo roteirizado pelo próprio autor e por Luiz de Barros. Com direção de Barros, o filme é estrelado por Mesquitinha, Oscar Soares, Carlos Barbosa e Rodolfo Mayer.
O filme segue a história das amigas Lygia e Maria. Lygia acredita que todos os homens são infiéis, e para confirmar a teoria, as duas mandam cartas anônimas para seus maridos, se passando por admiradoras secretas e convidando-os para um animado baile de carnaval. Ao mesmo tempo Tio Barbosa e sua esposa Tia Zizinha chegam ao Rio de Janeiro e visitam Lygia. Barbosa é efusivo sobre detestar o carnaval, mas quando ninguém está vendo, é o primeiro a se fantasiar e curtir a folia. Ao fim, todos comparecem ao baile carnavalesco, inclusive as mulheres, disfarçadas, o que provoca muita confusão.

## Enredo
Duas mulheres, Lygia (Lygia Sarmento) e Maria (Maria Amaro) debatem sobre a fidelidade dos homens. Lygia acredita que, se dado a oportunidade, seu marido a trairia, enquanto Maria se recusa a acreditar nessa visão. As duas concordam então em testar a lealdade de seus esposos, enviando um convite a cada um deles se passando por uma admiradora secreta. Pedem que a empregada da casa (Ana de Alencar) escreva as cartas para que a sua letra não seja reconhecível por eles.
Ao mesmo tempo, Tio Barbosa (Rodolpho Mayer) e sua esposa Tia Zizinha (Zizinha Macedo), parentes de Lygia que moram em Minas Gerais, chegam ao Rio de Janeiro para visitar uma amiga que está doente. Eles vão até a casa de Lygia e concordam em hospedarem-se lá durante sua estadia na cidade. Tio Barbosa reclama das celebrações da festa de carnaval, das danças, das músicas, mas ao ser deixado sozinho em um momento da narrativa, não perde tempo em se vestir e ir para as ruas desfrutar a festa do Rei Momo.
Ao receberem a carta da "admiradora secreta", Oscar (Oscar Soares) e Rodolpho (Rodolpho Mayer), os maridos de Lygia e Maria, respectivamente, dão um jeito de esquivarem-se de suas mulheres e comparecerem ao baile. As duas também vão, disfarçadas e de máscara, e lá inicia-se uma série de desencontros e confusões. Quem também comparece ao baile é a empregada, que, vestida com a mesma roupa e máscara que suas patroas, é colocada no meio da desordem. Enquanto isso, Tio Barbosa, também fantasiado, se diverte na folia.
No dia seguinte, de volta em casa, as mulheres esperam desmascaram seus maridos, mas estes, que já haviam descoberto o seu plano, revelam a tramoia das suas esposas. Em uma sequência apressada - característica presente em mais de um momento no filme - a trama se conclui com o grupo ligando os pontos do ocorrido, descobrindo toda a confusão da troca e finalmente fazendo as pazes.
O filme contém ainda cenas documentais do carnaval carioca, com a filmagem de desfiles na avenida Rio Branco e do Baile das Atrizes, realizado no Teatro João Caetano. Em alguns momentos, as imagens documentais recortam a trama sem nenhum vínculo com a narrativa ou motivo aparente - se não para preencher o curto tempo de duração do longa. O filme é marcado pela descontinuidade, assumida precariedade e comicidade debochada, com destaque para cenas em que o ator Mesquitinha, que interpreta um bêbado em diferentes momentos da narrativa, aparece atrapalhando ainda mais os já desorientados personagens.
Outro momento significativo do filme, e que também não tem uma ligação clara com a trama principal, é a cena da marchinha Seu condutor, de Herivelto Martins. Nela, em um momento claro de auto consciência e auto ironia, os condutores de um bonde cantam e apontam as incongruências do cenário e da música, debochando do playback, um recurso comum em filmes musicais. A sequência no filme é protagonizada e cantada por Alvarenga e Ranchinho, dupla caipira que fez sucesso na época por seus diálogos cômicos em programas radiofônicos.

## Elenco
- Mesquitinha como O Bêbado
- Oscar Soares como Oscar
- Carlos Barbosa como Tio Barbosa
- Rodolpho Mayer como Rodolpho
- Maria Amaro como Maria
- Arnaldo Coutinho como Arthur
- Lygia Sarmento como Lygia Soares
- Zizinha Macedo como Tia Zizinha
- Heloísa Helena como Mulher no baile
- Procópio Ferreira como Homem no baile
- Paulo Gracindo como Homem no baile
- Ana de Alencar como Empregada
- Carlos Ruel como Maître do Baile
- Olga Nobre

## Produção
Após concluir as filmagens de O Samba da Vida (1937) antes do previsto, o diretor Luiz de Barros resolveu realizar um segundo filme, com restos de negativo e praticamente a mesma equipe, elenco, cenários e equipamentos do primeiro. Na época, os atores eram contratados por mês e nesse caso, tinham ainda um período curto de contrato restante. É assim que Tereré não resolve surgiu. O longa, de apenas 52 minutos, foi filmado de forma improvisada em sete dias, tempo recorde de produção da Cinédia.
Por ter sido gravado às pressas e improvisadamente, o filme foi considerado por Luiz de Barros como sua primeira chanchada. O diretor fazia uma distinção entre chanchada e comédia, considerando Maridinho de Luxo (1938), longa lançado no mesmo ano que Tereré não resolve, por exemplo, como uma comédia fina. “Eu filmei E o circo chegou, uma comédia, não uma chanchada, já que não continha nenhum absurdo, nenhuma palhaçada, nenhum exagero”, escreve em seu livro Minhas memórias de cineasta.
Tereré não resolve foi o primeiro filme brasileiro lançado naquele ano, estreando no Cinema Alhambra no Rio de Janeiro em março de 1938. O título do filme faz referência a uma popular marchinha de carnaval lançada em 1931 de mesmo nome. A expressão "tereré não resolve", de origem gaúcha, era geralmente aplicada com o significado de uma conversa fiada que não chega a lugar nenhum, "conversa pra boi dormir".

## O cinema dos anos 1930
Em 1929, com a chegada ao Brasil das tecnologias Vitaphone e Movietone, que possibilitavam a reprodução sincrônica do som junto com a imagem dos filmes, os cinemas brasileiros foram se adaptando aos poucos para comportar filmes sonoros. Essa adaptação ocorreu de forma rápida nas capitais Rio de Janeiro e São Paulo e de maneira mais lenta e menos homogênea no restante do país. Quanto à programação, foi dada preferência aos filmes musicados que vinham de Hollywood, em detrimento dos com muito diálogo, incompreensível para a maioria do público brasileiro.  

### O teatro, o samba, a rádio, o Carnaval e o Cinema no Brasil[9]
Os anos 1930 viram o teatro se tornar uma influência cada vez maior para os produtores cinematográficos brasileiros. Um dos gêneros que mais fizeram sucesso durante a primeira fase da popularização do cinema sonoro no Brasil foram os “filmes-revista”, que se pautavam muito mais nos visuais impressionantes, grandes números musicais e de dança e no talento e fama dos músicos do que na troca de falas ou uma narrativa linear. O teatro de revista já fazia sucesso tanto nos palcos da Broadway quanto nos teatros cariocas e portanto essa adaptação para as telas foi, de maneira geral, bem recebida pelo público. Em 1931, estreia a primeira revista cinematográfica brasileira, Coisas Nossas (Wallace Downey). 
Aos poucos, o gênero de revista foi dando espaço para a adaptação às telas do teatro ligeiro cômico, que tinha como característica uma fidelidade maior a uma narrativa e um cuidado maior com a continuidade se comparado à revista. Os filmes se apoiavam bastante no estrelato dos atores do teatrais, sendo os principais deles Jayme Costa, Mesquitinha, Dulcina e Odilon, Darcy Cazarré, Procópio Ferreira. Tais nomes eram colocados como atrativos para o público, assim como os nomes de cantores e figuras populares na rádio e universo fonográfico convidadas a participar nos filmes. 
Ao mesmo tempo, o Carnaval era tradicionalmente uma época significativa para o mercado musical brasileiro, lançando artistas e canções em discos, peças, bailes, partituras e filmes. E o Cinema brasileiro já travava relações com as festividades desde o início do século XX, em que as festas e celebrações eram retraradas pelo documentarista Paschoal Segreto, por exemplo, principalmente no Rio de Janeiro. Com a chegada do cinema sonoro e o lançamento de Alô, alô, Brasil (Wallace Downey, 1935) na época pré-carnaval, muitos filmes passaram a também participar da estratégia de estrearem músicas e lançarem cantores especialmente para a festa de Momo.
Dessa forma, é difícil falar do Cinema dos anos 1930 sem estabelecer conexões com outras formas de expressão artística e cultural, como o Carnaval, a música popular – especialmente o samba –, a emergente indústria fonográfica e radiofônica, além do teatro brasileiro daquele período. É nessa encruzilhada que o filme Tereré não resolve se insere. Desde o seu título, que possui relação com uma marchinha carnavalesca de 1931, à trama que é adaptada de uma peça teatral de Bandeira Duarte, passando pela presença de figuras ilustres do universo teatral e radiofônico. Sua filmagem realizada em estúdio se mistura com colagens de imagens documentais do carnaval. 